# Wemotaci
Wemotaci är ett reservat för atikamekw och en tidigare tätort (centre de population) i provinsen Québec i Kanada. Reservatet kallas även Communauté de Wemotaci eller tidigare Weymontachie. Det ligger i regionen Mauricie, i den sydöstra delen av landet, 300 km nordost om huvudstaden Ottawa. Landarean är 32 kvadratkilometer.